# 汜水河
汜水河是河南省境内黄河的支流，汜水河有两支，东支源自新密市尖山乡田种湾村五指岭的北坡，西支源自新密市尖山乡巩密关村北部五指岭以东的牛旦山。东西两支的上游都建有水库。